# Medaglia Brownlow AFL
Il trofeo Chas Brownlow  (Chas Brownlow Trophy in inglese) - meglio conosciuto come la  medaglia Brownlow  (Brownlow Medal) - viene assegnato al migliore in campo e più corretto (best and fairest) giocatore del campionato della Australian Football League (AFL) durante la stagione regolare (cioè ad esclusione dei play off) come risultato in base ai voti assegnati dagli arbitri al termine di ogni partita.
È il premio più prestigioso per i giocatori della AFL ed è considerato il più alto riconoscimento individuale nel football australiano.
La medaglia è stata assegnata per la prima volta dalla lega di football australiano del Victoria (VFL) nel 1924. Porta il nome di Charles Brownlow, prima giocatore e poi segretario di Geelong dal 1885 al 1923 ed inoltre presidente della VFL (1918-1919),  morto nel gennaio del 1924 dopo una lunga malattia.
Anche se il premio è generalmente chiamato migliore in campo e più corretto, il criterio di voto, come precisato dalla nomina è  più corretto e migliore in campo, ponendo quindi l'enfasi sulla sportività e sul gioco corretto (ciò si riflette nella decisione di far assegnare ai direttori di gara i voti per il premio).

## Procedura di voto
Secondo le regole attuali, i tre direttori di gara in campo (esclusi quindi gli assistenti di linea e gli arbitri di porta) si riuniscono dopo ogni partita ed assegnano ai tre giocatori che ritengono siano stati i più corretti e migliori in campo 3 voti, 2 voti e 1 voto rispettivamente. In passato ci sono state differenti procedure di voto: fino agli anni '30 i voti erano assegnati dalla stampa, nel 1976 e nel 1977, i primi due anni dopo l'introduzione del secondo arbitro di campo, entrambi i direttori di gara hanno assegnato individualmente i voti.  
 La medaglia viene assegnata al giocatore o ai giocatori con il maggior numero di voti raccolti durante la stagione regolare; in caso di parità in passato venivano prese in considerazione altre statistiche individuali, come il numero di gare disputate, ma, dal 1982, vengono assegnate medaglie ex aequo. Nel 1986 si è deciso di assegnare retrospettivamente le medaglie a chi in passato ottenne lo stesso numero di voti del vincitore.
I giocatori che sono stati squalificati per una o più gare durante la stagione non possono ricevere il premio, anche se hanno raccolto il maggior numero di voti, come accaduto nel 1996 a Corey McKernan (North Melbourne) e nel 1997 a Chris Grant (Western Bulldogs).

Il conteggio dei voti è circondato da importanti misure di sicurezza e dalla segretezza sull'attuale conteggio. Non appena gli arbitri hanno deciso i tre giocatori a cui assegnare i punti, la scheda sulla quale hanno votato viene portata nella sede della lega e non viene aperta fino al giorno della premiazione. Nessuno a meno dei tre arbitri conosce esattamente chi ha ottenuto i voti e quanti. Poiché arbitri differenti votano partite differenti, nessuno può essere sicuro di chi otterrà più voti alla fine della stagione. Diversamente della maggior parte delle cerimonie di premiazione, i vincitori non sono noti in anticipo e le schede vengono aperte in diretta dal premiante (solitamente il presidente della AFL) di fronte a tutti i giocatori invitati in una serata di gala. Il conteggio viene effettuato in diretta per alimentare la tensione ed intrattenere pubblico ed addetti ai lavori.

## Elenco dei Vincitori
Sfondo scuro: indica che la medaglia è stata assegnata retrospettivamente

* = Indica che un giocatore con più voti era squalificato
| Anno | Vincitore             | Squadra           | Voti |
| ---- | --------------------- | ----------------- | ---- |
| 2008 | Adam Cooney           | Western Bulldogs  | 24   |
| 2007 | Jimmy Bartel          | Geelong           | 29   |
| 2006 | Adam Goodes           | Sydney            | 26   |
| 2005 | Ben Cousins           | West Coast Eagles | 20   |
| 2004 | Chris Judd            | West Coast Eagles | 30   |
| 2003 | Mark Ricciuto         | Adelaide          | 22   |
| 2003 | Nathan Buckley        | Collingwood       | 22   |
| 2003 | Adam Goodes           | Sydney            | 22   |
| 2002 | Simon Black           | Brisbane Lions    | 25   |
| 2001 | Jason Akermanis       | Brisbane Lions    | 23   |
| 2000 | Shane Woewodin        | Melbourne         | 24   |
| 1999 | Shane Crawford        | Hawthorn          | 28   |
| 1998 | Robert Harvey         | St Kilda          | 32   |
| 1997 | Robert Harvey         | St Kilda          | 26*  |
| 1996 | Michael Voss          | Brisbane Bears    | 21*  |
| 1996 | James Hird            | Essendon          | 21*  |
| 1995 | Paul Kelly            | Sydney            | 21   |
| 1994 | Greg Williams         | Carlton           | 30   |
| 1993 | Gavin Wanganeen       | Essendon          | 18   |
| 1992 | Scott Wynd            | Footscray         | 20   |
| 1991 | Jim Stynes            | Melbourne         | 25   |
| 1990 | Tony Liberatore       | Footscray         | 18   |
| 1989 | Paul Couch            | Geelong           | 22   |
| 1988 | Gerard Healy          | Sydney            | 20   |
| 1987 | Tony Lockett          | St Kilda          | 20   |
| 1987 | John Platten          | Hawthorn          | 20   |
| 1986 | Robert DiPierdomenico | Hawthorn          | 17   |
| 1986 | Greg Williams         | Sydney            | 17   |
| 1985 | Brad Hardie           | Footscray         | 22   |
| 1984 | Peter Moore           | Melbourne         | 24   |
| 1983 | Ross Glendinning      | North Melbourne   | 24   |
| 1982 | Brian Wilson          | Melbourne         | 23   |
| 1981 | Bernie Quinlan        | Fitzroy           | 22   |
| 1981 | Barry Round           | South Melbourne   | 22   |
| 1980 | Kelvin Templeton      | Footscray         | 23   |
| 1979 | Peter Moore           | Collingwood       | 22   |
| 1978 | Malcolm Blight        | North Melbourne   | 22   |
| 1977 | Graham Teasdale       | South Melbourne   | 59   |
| 1976 | Graham Moss           | Essendon          | 48   |
| 1975 | Gary Dempsey          | Footscray         | 20   |
| 1974 | Keith Greig           | North Melbourne   | 27   |
| 1973 | Keith Greig           | North Melbourne   | 27   |
| 1972 | Len Thompson          | Collingwood       | 25   |
| 1971 | Ian Stewart           | Richmond          | 21   |
| 1970 | Peter Bedford         | South Melbourne   | 25   |
| 1969 | Kevin Murray          | Fitzroy           | 19   |
| 1968 | Bob Skilton           | South Melbourne   | 24   |
| 1967 | Ross Smith            | St Kilda          | 24   |
| 1966 | Ian Stewart           | St Kilda          | 21   |
| 1965 | Noel Teasdale         | North Melbourne   | 20   |
| 1965 | Ian Stewart           | St Kilda          | 20   |
| 1964 | Gordon Collis         | Carlton           | 27   |
| 1963 | Bob Skilton           | South Melbourne   | 20   |
| 1962 | Alistair Lord         | Geelong           | 28   |
| 1961 | John James            | Carlton           | 21   |
| 1960 | John Schultz          | Footscray         | 20   |
| 1959 | Verdun Howell         | St Kilda          | 20   |
| 1959 | Bob Skilton           | South Melbourne   | 20   |
| 1958 | Neil Roberts          | St Kilda          | 20   |
| 1957 | Brian Gleeson         | St Kilda          | 24   |
| 1956 | Peter Box             | Footscray         | 22   |
| 1955 | Fred Goldsmith        | South Melbourne   | 21   |
| 1954 | Roy Wright            | Richmond          | 29   |
| 1953 | Bill Hutchison        | Essendon          | 26   |
| 1952 | Bill Hutchison        | Essendon          | 21   |
| 1952 | Roy Wright            | Richmond          | 21   |
| 1951 | Bernie Smith          | Geelong           | 23   |
| 1950 | Alan Ruthven          | Fitzroy           | 21   |
| 1949 | Ron Clegg             | South Melbourne   | 23   |
| 1949 | Col Austen            | Hawthorn          | 23   |
| 1948 | Bill Morris           | Richmond          | 24   |
| 1947 | Bert Deacon           | Carlton           | 20   |
| 1946 | Don Cordner           | Melbourne         | 20   |
| 1941 | Norman Ware           | Footscray         | 23   |
| 1940 | Des Fothergill        | Collingwood       | 32   |
| 1940 | Herbie Matthews       | South Melbourne   | 32   |
| 1939 | Marcus Whelan         | Collingwood       | 23   |
| 1938 | Dick Reynolds         | Essendon          | 18   |
| 1937 | Dick Reynolds         | Essendon          | 27   |
| 1936 | Denis Ryan            | Fitzroy           | 26   |
| 1935 | Haydn Bunton, Sr.     | Fitzroy           | 24   |
| 1934 | Dick Reynolds         | Essendon          | 19   |
| 1933 | Wilfred Smallhorn     | Fitzroy           | 18   |
| 1932 | Haydn Bunton, Sr.     | Fitzroy           | 23   |
| 1931 | Haydn Bunton, Sr.     | Fitzroy           | 26   |
| 1930 | Harry Collier         | Collingwood       | 4    |
| 1930 | Allan Hopkins         | Footscray         | 4    |
| 1930 | Stan Judkins          | Richmond          | 4    |
| 1929 | Albert Collier        | Collingwood       | 6    |
| 1928 | Ivor Warne-Smith      | Melbourne         | 8    |
| 1927 | Syd Coventry          | Collingwood       | 7    |
| 1926 | Ivor Warne-Smith      | Melbourne         | 9    |
| 1925 | Colin Watson          | St Kilda          | 9    |
| 1924 | Edward Greeves        | Geelong           | 7    |

La medaglia non è stata assegnata fra il 1942 e il 1945 per via del secondo conflitto mondiale.